# Liu Yang (Autor)
Liu Yang (chinesisch 刘洋, Pinyin Liú Yáng; * 1986) ist ein chinesischer Schriftsteller.

## Leben
Liu Yang hat einen Doktortitel in Physik von der Pädagogischen Universität in Beijing. Seine Doktorarbeit beschäftigte sich mit kondensierter Materie.

## Bibliographie (Auswahl)
- 2.013 [„The Opposite and the Adjacent“], veröffentlicht im Jahr 2014.
- Das Hausmädchen, Originaltitel 机器女佣 (Pinyin jīqì nǚ yōng 'Maschinendienstmädchen'), auf Deutsch erschienen in der Anthologie Quantenträume, ISBN 978-3-453-31904-2.
- 火星孤儿, huǒxīng gūér [„Weisen des Mars“], veröffentlicht im Jahr 2021.
- Lumenfabulator, veröffentlicht im Jahr 2023.